# Сан Хосе Нансите (Чилон)
Сан Хосе Нансите (шп. San José Nancité) насеље је у Мексику у савезној држави Чијапас у општини Чилон. Насеље се налази на надморској висини од 884 м.

## Становништво
Према подацима из 2010. године у насељу су живела 3 становника.

### Хронологија
| Година       | 2000         | 2005         | 2010 |
| ------------ | ------------ | ------------ | ---- |
| Становништво | 27 (14 / 13) | 47 (23 / 24) | 3    |

### Попис
| # | Индикатор                     | Вредност |
| - | ----------------------------- | -------- |
| 1 | Укупно домаћинстава           | 5        |
| 2 | Укупно насељених домаћинстава | 1        |
| 3 | Величина локације             | 1        |